# Auckland (Provinz)

Auckland Province 1853–1876

Die Provinz Auckland war eine von sechs Provinzen, die 1853 auf Grundlage des zweiten New Zealand Constitution Act als eine eigenständige Verwaltungseinheit in der ehemaligen britischen Kolonie Neuseeland eingerichtet wurde.

## Geographie
Die Provinz Auckland war die nördlichste Provinz in Neuseeland. Die südliche Grenze der Provinz wurde an der westlichen Küste, beginnend mit dem Flussverlauf des Mokau River von seiner Quelle bis zur Mündung in die Tasmansee festgelegt und dann von dem Punkt aus, wo der 39. Breitengrad den Whanganui River kreuzt, entlang des Breitengrades bis zur Ostküste. Die westliche Grenze wurde von der Küstenlinie zur Tasmansee gebildet und die nördliche sowie die östliche durch die Küstenlinien zum Pazifischen Ozean.

## Geschichte
Am 30. Juni 1952 wurde im britischen Parlament das Gesetz „Act to Grant a Representative Constitution to the Colony of New Zealand“ verabschiedet, das in Neuseeland unter New Zealand Constitution Act 1852 bekannt ist. In dem Gesetz wurde die verwaltungstechnische Neuaufteilung der Kolonie Neuseeland in sechs Provinzen geregelt. Die Grenzen der Distrikte sollten per Proklamation durch den Gouverneur Neuseelands festgelegt werden. Das Gesetz legte ferner fest, dass jede Provinz einen Provincial Council (Provinzrat) mit mindestens neun Mitgliedern und einen Superintendent (Leiter, Vorsteher) haben sollte.
Der damalige Gouverneur George Edward Grey proklamierte die gesetzlichen Änderungen am 17. Januar 1853 und mit der öffentlichen Bekanntmachung vom 28. Februar 1853 bekamen die Provinzen Auckland, New Plymouth und Wellington auf der Nordinsel und Nelson, Canterbury und Otago auf der Südinsel, mit den vom Gouverneur proklamierten Grenzen Rechtskraft. Am 5. März 1853 wurden die ersten Wahlen zum Provincial Council abgehalten und von da an alle vier Jahre wiederholt. Zum ersten Superintendenten der Provinz Auckland wurde Robert Henry Wynyard bestimmt, der nach 1855 eine zweite Amtszeit von 1867 bis 1869 und eine dritte von 1873 bis 1875 hatte.
Die Provinz Auckland blieb bis zur Auflösung aller Provinzen in ihrer Form und Grenzen so bestehen. Die Auflösung des Verwaltungssystems über Provinzen erfolgte am 12. Oktober 1875 durch den Beschluss des britischen Parlaments. Der Abolition of Provinces Act (Gesetz für die Abschaffung der Provinzen) erlangte am 1. November 1876 Gesetzeskraft. Abgelöst wurde das Provinz-System durch ein Verwaltungssystem über Boroughs (Gemeinden) und Counties (Landkreise).